# Paradynomeninae
Paradynomeninae is een onderfamilie van kreeftachtigen uit de klasse van de Malacostraca (hogere kreeftachtigen).

## Geslacht
- Paradynomene Sakai, 1963